# Kulsi
Kulsi és un riu de Meghalaya a les muntanyes Khasi format per la unió del Khri i el Um-gin, a l'oest de Shillong. El riu unit corre al nord i entra a Assam durant uns 193 km, desaiguant al Brahmaputra a prop de la muntanya Nagarbera a la riba sud del riu. És navegable per bots durant bona part de l'any. Llocs destacats al seu curs són Kulsi i Chaygaon.